# Oirschot
Oirschot és un municipi de la província del Brabant del Nord, al sud dels Països Baixos. L'1 de gener del 2009 tenia 17.778 habitants repartits sobre una superfície de 102,85 km² (dels quals 1,06 km² corresponen a aigua). Limita al nord amb Oisterwijk i Boxtel, a l'oest amb Hilvarenbeek, a l'est amb Best i al sud amb Bladel, Eersel i Eindhoven.

## Centres de població
- Oirschot
- Middelbeers
- Oostelbeers
- Spoordonk
- Westelbeers

## Ajuntament
- Dorpsvisie: 4 regidors
- CDA: 4 regidors
- PvdA: 4 regidors
- De Gewone Man: 3 regidors
- VVD: 2 regidors

## Agermanaments
- Westerlo
- Varsòvia
- Eindhoven
- Tilberg